# Лишена от любов
„Лишена от любов“ (на испански: La que no podía amar) е мексиканска теленовела, продуцирана от Хосе Алберто Кастро през 2011 г. за Телевиса. Адаптирана от Химена Суарес, теленовелата е базирана на радионовелата Жената, която не обикнах, създадена от Делия Фиайо.
В главните положителни роли са Ана Бренда Контрерас, Хорхе Салинас и Хосе Рон, а в отрицателните – Сусана Гонсалес, Хулиан Хил, Мар Контрерас и Ана Берта Еспин. Специално участие вземат първите актьори Ана Мартин и Игнасио Лопес Тарсо.

## Сюжет
Внимание:  Текстът по-долу разкрива сюжета на произведението (или части от него)!
В град Тустла Гутиерес, щат Чиапас, живее Ана Паула, благородно и трудолюбиво момиче, което се дипломира за медицинска сестра. От малка остава сираче. Заедно с брат си Мигел, остават на грижите на леля им, Росаура, огорчена и вечно оплакваща се жена, егоистична и амбициозна. Тя се преструва, че е сърдечно болна, за да ги принуди да я издържат.
Икономическото състояние на семейството е много лошо. Те живеят в скромен дом, който е под наем, чийто собственик е злонамереният дон Максимо.
Рохелио, собственик на ранчото „Дел Фуерте“, намиращо се в Сан Габриел, живее огорчен живот, заради злополука, а впоследствие и изоставен от годеницата си Ванеса. Оттогава той е безмилостен, огорчен и подъл човек. Бруно е негов адвокат. Той предлага на Ана Паула, да замине за „Дел Фуерте“ и да се грижи за Рохелио. Момичето приема предложението без колебание.
Ана Паула пристига в ранчото и е шокирана от характера на Рохелио. С него живее и сестра му Синтия, която е принудена да се грижи за брат си, защото той отказва да ѝ даде полагащото ѝ се наследство. Ефрайн, управител на имота, обича Синтия, но тя него не, приемайки го само за любовник. Истински чувства към него изпитва Консуело, прислужница в дома. Нейната кръстница Мария е добра и щедра жена, която се е грижила за Рохелио и Синтия като за свои деца. Маргарито е малко дете, останало без родители и семейство, за което се грижи Мария.
Ана Паула се запознава с Густаво, млад инженер, честен и трудолюбив. Той живее със сестра си Мерседес, също медицинска сестра. Между Ана Паула и Геставо се зараждат чувства, които водят до конфликти, защото Рохелио също е влюбен в Ана Паула.
След един трагичен инцидент, причинен от Мигел, който е арестуван и ще бъде осъден на доживотен затвор, Рохелио предлага на Ана Перла да спаси от тази участ брат ѝ, но само ако тя се съгласи да стане негова жена. Ана Паула приема, слад като е излъгана от Бруно и Росаура, че Густаво е мъртъв.
Въпреки всичко, истината се разбира и Ана Паула трябва да избере с кого да бъде – с истинската си любов, или с този, към когото е Лишена от любов.

## Актьори
Част от актьорския състав:
- Хорхе Салинас – Рохелио Монтеро Баес
- Хосе Рон – Густаво Дуран Ескивел
- Сусана Гонсалес – Синтия Монтеро Баес / Синтия Монтеро Гомес
- Ана Бренда Контрерас – Ана Паула Кармона Флорес / Ана Паула Галван Флорес
- Ана Мартин – Мария Гомес
- Ана Берта Еспин – Росаура Флорес Нава
- Ингрид Марц – Даниела Гутиерес
- Хулиан Хил – Бруно Рей
- Фабиан Роблес – Ефрайн Риос
- Пати Диас – Макария де Ернандес
- Освалдо Бенавидес – Мигел Кармона Флорес
- Мар Контрерас – Ванеса Галван Виясеньор
- Алехандро Авила – Ернесто Кортес
- Игнасио Лопес Тарсо – Фермин Пеня
- Хавиер Руан – Максимо Пинос
- Едуардо Линян – Иван Монтеро

## Премиера
Премиерата на Лишена от любов е на 1 август 2011 г. по Canal de las Estrellas. Последният епизод е излъчен на 18 март 2012 г.

## Версии
Върху радионовелата Жената, която не обикнах, създадена от Делия Фиайо, се основават следните теленовели:
- Върховно изпитание, мексиканска теленовела от 1986 г., адаптирана от Карлос Ромеро, режисирана от Беатрис Шеридан и продуцирана от Валентин Пимстейн за Телевиса, с участието на Едит Гонсалес, Артуро Пениче и Хосе Алонсо.
- Все още те обичам, адаптация от Рене Муньос, продуцирана от Карла Естрада за Телевиса през 1996 г., с участието на Клаудия Рамирес, Луис Хосе Сантандер, Оливия Колинс и Серхио Гойри.
- Изгрев, адаптация от Пабло Ферер Гарсия-Травеси и Сантяго Пинеда Алиседа, продуцирана от Хуан Осорио за ТелевисаУнивисион през 2025 г., участието на Ливия Брито, Фернандо Колунга и Даниел Елбитар.